# Eduard Meyer

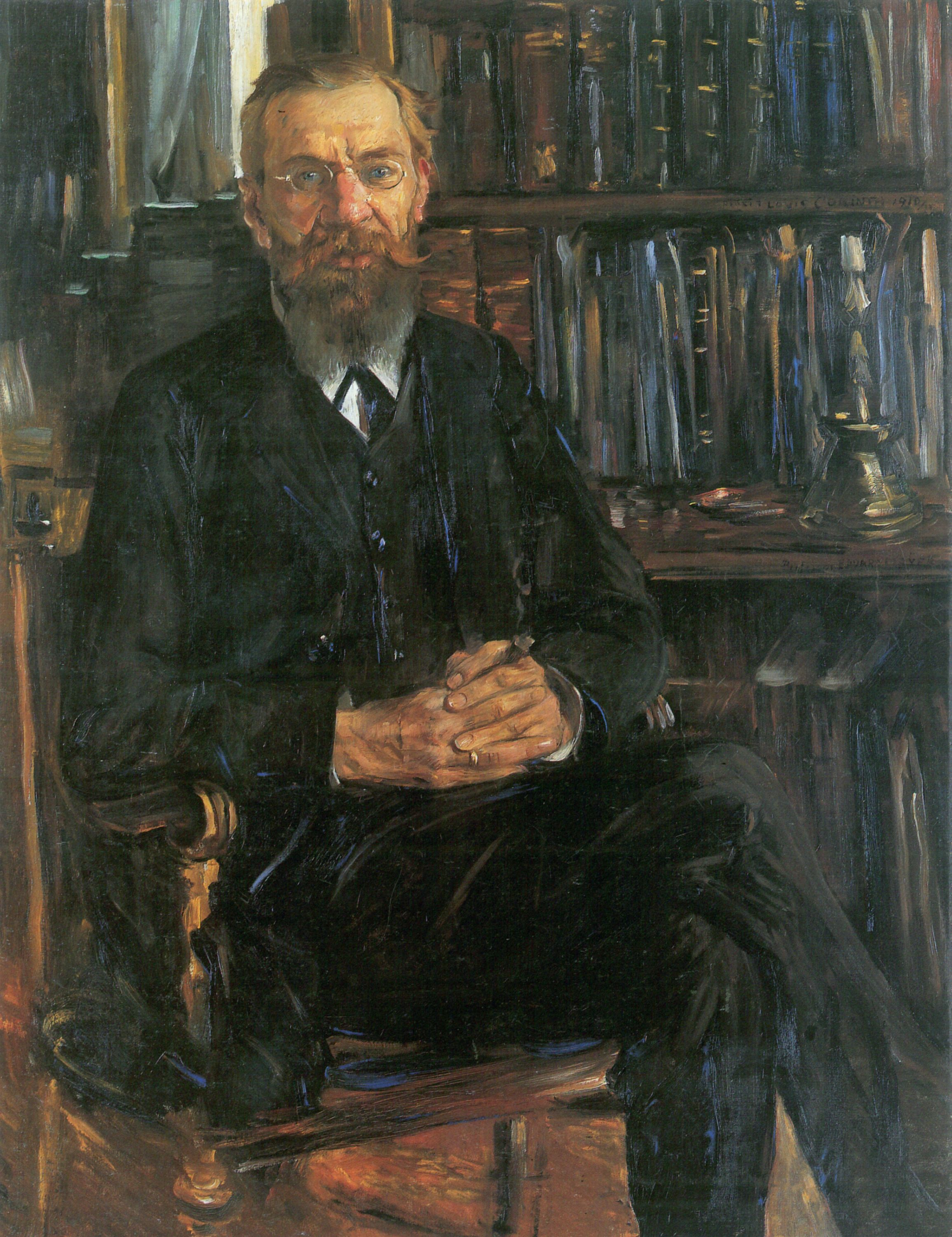
Eduard Meyer

Eduard Meyer (Hamburg, 25 januari 1855 - Berlijn, 31 augustus 1930) was een beroemd Duits historicus, gespecialiseerd in de antieke geschiedenis.
Hij werd geboren in Hamburg alwaar hij aan het beroemde Johanneum zijn gymnasium opleiding volgde. Hier kreeg hij zeer gedegen onderwijs in het Latijn en Grieks. Een van zijn leraren aldaar was de Horatius-uitgever Adolph Kießling. Meyer begon tijdens zijn schooljaren ook al Hebreeuws en Arabisch te leren. Met een beurs, hem verstrekt vanwege zijn uitzonderlijke prestaties, werd het hem mogelijk gemaakt te studeren, eerst kort aan de universiteit van Bonn en later uitgebreider aan die van Leipzig. Hij bekwaamde zich hier in vele talen (Sanskriet, Perzisch, Turks, Arabisch en Syrisch), en studeerde bovendien egyptologie, geschiedenis en filosofie, en interesseerde zich ook voor de geschiedenis van de godsdiensten. Na in 1884 te Leipzig benoemd te zijn, accepteerde hij een jaar later een aanbod om hoogleraar oude geschiedenis aan de universiteit van Breslau te worden. In 1889 vertrok hij naar Halle en na 1902 was hij hoogleraar in Berlijn. Hij zou in 1909 ook in Harvard doceren. Eredoctoraten werden hem door de Universiteit van Oxford, St Andrews, Freiburg en Chicago toegekend. Zijn belangrijkste werk is zijn Geschichte des Altertums (1884-1902; 19133).

## Andere belangrijke publicaties
- Forschungen zur alten Geschichte (1892-1899)
- Untersuchungen zur Geschichte der Gracchen (1894)
- Wirtschaftliche Entwicklung des Altertums (1895)
- Die Entstehung des Judentums (1896)
- Zur Theorie und Methodik der Geschichte (1902)
- Ägyptische Chronologie (1904)
- Israeliten und ihre Nachbarstämme (1906)
- Der Papyrosfund in Elephantine (1912)

## Referentie
- Dit artikel over Eduard Meyer is gebaseerd op het artikel in de New International Encyclopedia (19172), dat zich omwille van zijn ouderdom in het publiek domein bevindt.